# Семейства многогранников
Имеется несколько семейств симметричных многогранников с неприводимой симметрией, которые имеют представителей более чем в одной размерности. В данной таблице семейства приведены с проекцией в виде графа Петри и с диаграммами Коксетера — Дынкина.
| I2(p) | Dn |

| E6 | E7 | E8 | F4 | G2 |